# OxfordDictionaries.com
OxfordDictionaries.com або Oxford Dictionaries Online (ODO) — вебсайт, який розробляється в Oxford University Press (OUP), відділ видавництва Оксфордського університету, який, між іншим, також публікує ряд друкованих словників. Він охоплює Oxford Dictionary of English, New Oxford American Dictionary, Oxford Thesaurus of English, Oxford American Writer’s Thesaurus і граматичні та стилістичні ресурси.
Сайт оновлюється кожні три місяці. Мови сайту: англійська, іспанська. 